# Balint Vujkov
Balint Vujkov (Subotica, 26. svibnja 1912. – Subotica, 23. travnja 1987.), bio je hrvatski književnik, sakupljač i obrađivač hrvatskih narodnih djela iz Vojvodine i susjednih država, pripovjedač i romanopisac. Dramatizirao je brojne narodne pripovijetke koje je sakupio i zapisao. Sakupljao ih je u Mađarskoj, Slovačkoj, Rumunjskoj (karaševski Hrvati), Češkoj, Vojvodini, Austriji, Hrvatskoj (u Lici) i na Kosovu tijekom 55 godina. Osim hrvatskih, zapisao je i narodna djela Srba iz Mađarske i Rumunjske. Po značaju njegovog sakupljačkog rada ga pojedini stručnjaci stavljaju razinu s braćom Grimm i Vukom Karadžićem.
Bio je pjesnik, pripovjedač, pisac bajki, fantastičnih priča, dramatik, publicist, polemičar, esejist, romanopisac. Bio je pokretačem i članom uredništva u većem broju književnih časopisa, novina i narodnih kalendara. Po struci je bio pravnik. Radio je kao odvjetnik, u službi pravne pomoći i kao sudac subotičkog okružnog suda.

## Životopis
Balint Vujkov rođen je u Subotici 1912. godine. Rođen je u obitelji oca Franje Vujkova i majke Jelene (rođ. Poljaković Kovačev). Otac mu je bio krojač po zanimanju a poginuo je u Prvome svjetskom ratu, 1915. godine. Vujkov je svoje školovanje polazio i završio u Subotici, osnovnu školu (1919. – 1923.), gimnaziju (1923. – 1931.), te nakon toga i Pravni fakultet (1931. – 1936.). Nakon završetka studija zaposlio se u jednoj banci u Subotici, gdje je radio kao pravnik, a zatim radio je kao odvjetnički pripravnik u više subotičkih odvjetničkih kancelarija do 1944. godine. Kada je Subotica 1941. godine anektirana s ostatkom Bačke Mađarskoj, čim su mađarske okupacijske postrojbe ušle u grad, Vujkova su uhitile i zatočile u Gradskoj kući, kao i sve osobe koje su okupatoru bile nepodobne. Trebao je biti odveden na strijeljanje kao i ostali nepodobni, no život mu je spasio mjesni Mađar, odvjetnik Károly Kovács, otac poznatog mađarskog pjesnika iz Vojvodine i prevoditelja s hrvatskoga i sa srpskoga jezika. Ilegalno je Vujkov surađivao s NOP-om, zbog čega su ga, kao i zbog njegovih političkih ideja, okupatorske vlasti uhitile i poslale na prisilni rad, potom u kažnjeničku satniju. Konac rata i oslobođenje od okupacije dočekao je u nacističkom logoru u Austriji.
Od 1954. godine obavljao je razne dužnosti kao pravnik i odvjetnik, a od 1966. do 1973. godine bio je sudac Okružnog suda u Subotici. 
Umro je u Subotici, 23. travnja 1987. godine u 75. godini života.
Otac je hrvatskog dužnosnika iz Vojvodine, Franje Vujkova.

## Književnički i kulturni rad
Prozno stvarateljstvo mu je u prvim poratnim godinama u klasičnim, tradicionalno-realističkim okvirima. 
Piše o tematici i problematici iz društvenog i obiteljskog života bačkih Bunjevaca i Šokaca, na ponekim mjestima s istaknutom vjerskom inspiracijom.
Jedan je od pisaca proze koji su ranije pošli tragom socijalne literature. Ranije je pošao tragom socijalne kulture, a poslije se opredijelio za ratne i poratne teme, u kojima je interpretirao svoje ratne dogodovštine i poratna zbivanja. U njima je prikazao duhovnu riznicu Hrvata iz Bačke, Banata, Srijema, Slavonije, Like, Kosova, Austrije, Češke, Slovačke, Mađarske i Rumunjske. 
Surađivao je s novinama Hrvatska riječ iz Subotice.
Jednim je od predlagača osnutka Pododbora Matice hrvatske u Subotici krajem 1960-ih, pokraj Josipa Buljovčića, Matije Poljakovića i inih, što su tadašnje vlasti onemogućile.
Pokrenuo je 1933. godine omladinski književni časopis Bunjevačko kolo, kojeg je uz prijekide uređivao tri godine. Poslije tog lista je uređivao list Stvaranje. Nakon Drugoga svjetskog rata bio je glavnim urednikom mjesečnika na hrvatskom jeziku Njiva, obustavljenog nakon prvog objavljenog broja. 
Kad je poslije Drugoga svjetskog rata nastalo povoljno kulturno okružje za Hrvate, stvorili su se uvjeti za dodatnu nacionalnu emancipaciju Hrvata u Vojvodini. Tih je godina djelovalo Bunjevačko momačko kolo, Hrvatsko kulturno društvo i ina društva hrvatskog predznaka. Utemeljeno je Hrvatsko narodno kazalište. Hrvati su imali svoj tiskani medij, list Hrvatska riječ. Grad je imao dobre kulturne veze sa Zagrebom pa su u Subotici često gostovali ansambli i umjetnici iz Hrvatske. Stoga su Marko Horvacki, Matija Poljaković, Balint Vujkov, Ivan Vuković i drugi vodili 1951. i 1952. godine akciju uvođenja hrvatskoga jezika kao nastavnoga jezika u subotičkoj gimnaziju i u osmogodišnjim školama u kojima su Hrvati bili većina učenika - 4 škole u Subotici, škole u Đurđinu, Tavankutu i Žedniku.
Zaslužan je za poticanje Vojislava Sekelja (s kojim se Vujkov mnogo družio) na pisanje pjesama početkom 1970-ih, posebice onih na mjesnom štokavsko-ikavskom narječju subotičkih Hrvata. Zajedno s Matijom Poljakovićem, skretali su pozornost Sekelju na pisanje kvalitetnim hrvatskim jezikom. Pri tome valja naglasiti da je Vujkov naputio Sekelja u pravcu kojim je i sam išao, u pravcu afirmiranja i očuvanja izvorne bačke hrvatske ikavice. Bogatstvo i izvornost njegova djela je nepresušnim jezičnim vrelom, a i pokazateljem je dubokih povijesnih korijena bunjevačkih Hrvata. 
Po Sekeljevim tvrdnjama, Vujkov je trebao napisati «subotičke Glembajeve», «jer je poznavao ovaj narod u dušu», osjećavši Bačku srcem i dušom. Bio je iznimna dara za jezike, posebice dijalektalne. Uz pomoć Nace Zelića kao organizatora, te rad Balinta Vujkova i Matije Poljakovića, dosta se napravilo u kulturnom području (pred i tijekom hrvatskog proljeća, op.a.), i bilo bi se još više, da se politička represija nije uplela.
Zbog svojih uvjerenja dosta je prepatio nakon Drugoga svjetskog rata. Paradoksalno, najviše je bilo u vrijeme kada je došlo do ozračja slobode, koncem 1960-ih i početkom 1970-ih godina. Vujkov je patio zbog političko-verbalnog delikta, jer je ovdašnje Hrvate nazivao bunjevačkim Hrvatima i radio je na povezivanju njih s maticom Hrvatskom (Slaven Bačić na XIII. Danima Balinta Vujkova).
Kao i većinu Hrvata njegova doba, početak njegova političkog puta obilježavalo je što se osjećao na neki način Jugoslavenom, no to nije bio jugounitaristički tip, nego jugoslavenstvo 'Antunovićevskoga' tipa. Politički je sazreo u otvorenog isticatelja hrvatstva. Zbog tog svojeg otvorenog isticanja hrvatstva, trpio je od progona od državnih vlasti. Uslijedila je prava profesionalna, osobna i politička kalvarija. Izgubio je posao, zabranjeno mu je kretanje, zabranjeno mu je bilo i pisanje. Među ostalim, vlasti su mu onemogućivale daljnji rad takošto su mu oduzeli putovnicu, te tako nije mogao nastaviti svoj projekt sakupljanja narodnih priča Hrvata iz Italije, a sam je bio izložen raznim zahtjevima i osudama koje su mu ometale rad. Tako su mu vlasti 1972. godine uništile nekoliko tisuća primjeraka ranijih i najnovijih izdanja narodnih pripovjedaka bunjevačkih Hrvata, koje je on skupio, tako što su ih bacile u podrum Gradske kuće u Subotici, gdje su vlaga i fekalne vode dokrajčile te knjige. Unatoč svim tim nedaćama i progonima, 1970-ih godina počinje najplodnije razdoblje Vujkovljeva života.

## Djela
Objavio je dvadesetak knjiga i antologija. 
Među njima su i tri zbirke crtica, novela i priča Bač Boda ide na izbore (1945.), Dva borca (1946.) i Prašina po dugama (1971.).
- Pupoljci, lirske pjesme (zajedno s Franjom Bašićem i Blaškom Vojnićem Hajdukom), 1934.
- Hajka po zatvorenom krugu, roman (objavljivao u nastavcima u Hrvatskoj riječi, a vlasti su ga zabranile zbog »nepodobnog, antidijalektičkog naslova«)[10]
- Cviće i kamen', fantastične pripovijesti, 1938.
- Dva borca, novela, 1946.
- Bajka o mravljem caru, fantastične pripovijesti, 1953.
- Prašina po dugama, pripovijetke, 1971.
- Krilati momak, 2005.
- Izabrana djela Balinta Vujkova, 2017. -
  - Bajke 1-3

Knjige koje sadrže narodna djela koja je sakupio Balint Vujkov:

(popis nepotpun)
- Hrvaške pravljice
- Bunjevačke narodne pripovitke, Hrvatska riječ, Subotica, 1951.
- Hrvatske narodne pripovijetke: bunjevačke, 1953. (Novi Sad), 1957. (Zagreb)
- Šaljive hrvatske narodne pripovijetke: (Bunjevačke), Subotica, 1958.
- Hrvatske narodne pripovijetke iz Vojvodine, Subotica, 1960.
- Cvjetovi mećave: hrvatske narodne pripovijetke iz Mađarske, Rumunjske, Austrije i Čehoslovačke, Zagreb, 1971.
- Tica žeravica: Hrvatske narodne pripovijetke, Subotica, 1964.
- Mrsne pripovitke: antologija bunjevačke erotske priče, Zagreb, 1999. (prireditelj)
- Pupko i družina, 2007. (ilustrirala Senka Skenderović)[11]
- Šaljive narodne pripovijetke, 2008.

Temeljem djela koje je Vujkov zapisao, sastavljene su dječje slikovnice Pripovitke za laku noć 2005., Razlinkavi zec, a po Vujkovljevoj pripovijetki Čukundidino zrno ora je snimljen i prvi animirani film na narječju bunjevačkih Hrvata.
Neka djela su mu prevedena i na mađarski jezik, a preveo ih je bački hrvatski književnik Matija Molcer.

## Radovi o Vujkovu
- Milovan Miković, Nedovršeni razgovor sa Balintom Vujkovim, Rukovet 2,1988, 197. – 216.
- Milovan Miković, O opusu Balinta Vujkova kao nepristajanju na zaborav nenastavljivog života, Klasje naših ravni, 1-2, 2003., 14. – 21.
- Milovan Miković, Palimpsestni govor u djelima Balinta Vujkova, (u :Balint Vujkov, Krilati momak NIU Hrvatska riječ, 2005., 209. – 214.
- Sanja Vulić Vranković, Tekstološke i jezične značajke književne ostavštine Balinta Vujkova, (u :Balint Vujkov, Krilati momak, NIU Hrvatska riječ, 2005., 215. – 228.
- Sanja Vulić Vranković, Hrvati u dijaspori kao cvjetovi u mećavi/O istraživanjima Balinta Vujkova na panonskom prostoru, 2005.
- Sanja Vulić Vranković, Balint Vujkov i Hrvati u Mađarskoj, 2006.
- Sanja Vulić Vranković, Duhovni nasljednici Balinta Vujkova, 2006.
- Milovan Miković, Trljanja Blaška Rajića i Balinta Vujkova, Klasje naših ravni, 9. – 10., 2006., 85. – 91.
- Lazar Merković, Njiva i Rukovet, dva poratna književna časopisa u Subotici, Klasje naših ravni, 11. – 12., 2009., 3. – 7.
- Milovan Miković, O hrvatskim književnim časopisima Bunjevačko kolo, Klasje naših ravni, Njiva i Rukovet, Klasje naših ravni, 11. – 12., 2009., 8. – 16.

## Priznanja i spomen
- Danas (stanje 2007.), Subotica ima jednu ulicu koja nosi ime u čast Balinta Vujkova, iako se predlagalo da njegovo ime nosi ulica gdje je njegova rodna kuća (današnja ulica Otona Župančiča, po stanju od listopada 2007.).
- Balintu Vujkovu je napravljeno i poprsje, a prijedlog iznesen na Danima Balinta Vujkova 2007. godine bio je neka se poprsje postavi u park ispred Gradske kuće, tako što bi stojalo sučelice Blašku Rajiću, Vujkovljevu dugogodišnjem prijatelju.
- Svojim djelima je ušao u antologiju proze i poezije bunjevačkih Hrvata iz 1971. godine, sastavljača Geze Kikića, u izdanju Matice hrvatske.
- Vujkovu u spomen 2002. godine pokrenuti su Dani Balinta Vujkova.
- 21. listopada 2011. godine u Subotici mu je podignut spomenik.[13]

## Zanimljivosti
- Portretirao ga je poznati subotički slikar Gustav Matković.

## Vanjske poveznice
- Sanja Vulić Vranković - Popis radova
- Hrvatska matica iseljenika  Arhivirana inačica izvorne stranice od 23. srpnja 2007. (Wayback Machine) "IV. Dani Balinta Vujkova" u Subotici
- Radio-Subotica  Arhivirana inačica izvorne stranice od 19. listopada 2007. (Wayback Machine) 6. Dani Balinta Vujkova
- Hrvatska riječ[neaktivna poveznica] 2. Dani Balinta Vujkova
- Hrvatska riječ Roman u književnosti vojvođanskih Hrvata, 13. veljače 2009.